# Никола Хиоски
Свети мученик Никола Хиоски је православни мученик и светитељ.
Рођен је у месту Кириах на острву Хиос. Од малена је био скроман, кротак, ћутљив, безазлен, послушан. Рано је изгубио оца. Када је напунио 20. година отишао је у град Магнесију, и тамо је учио зидарски занат. 
Од младости се посветио покајничком животу: молитви, посту, бдењу. Често није ништа јео по два и три дана. Турци, видећи у Николи доброг, вредног и лепог младића, решили су да га на сваки начин привуку својој вери и потурче. Са таквом намером су га извели на суд. Најпре су покушали да га приволе великим обећањима и ласкањем. Пошто је остао чврст у својој хришћанској вери, почели су да му прете разним мукама. Пошто ни то није помогло почели су да га туку и муче. Тако изранављеног и измученог бацили су га у тамницу. 
Каа су га по други пут извели на суд поновили су све а он им је одговорио: „Нити ваше ласке примам, нити ваша обећања сматрам за нешто, а не бојим се ни мука ни смрти. Хришћанин сам, и од љубави Христове нико ме и ништа не може раставити. Но имам један предлог за вас: пристаните најпре да вас крстим и начиним хришћанима, па онда чините са мном што год хоћете”. Ове речи су страховито разјариле турске власти. Зато је осуђен на тешко мучење, које је он храбро и стоички подносио.
На крају мучења је заклан. Његово мученичко страдање десило се 1754. године. У тренутку када је свети мученик Никола био заклан, пала је густа тама на цело острво Хиос; a y тој свеопштој тами само мртво лице светог мученика засијало као најсјајнија звезда. Након три дана Турци су бацили тело светог мученика у море, да га хришћани не би узели и прослављали. 
Православна црква прославља светог мученика Николу 13. новембра (30. октобра).

## Извори
1. ↑  „Свети мученик Никола Хиоски”. Prijateljboziji.com (на језику: српски). Приступљено 2025-06-11.
2. ↑  „Prolog”. www.eparhijavranjska.org. Приступљено 2025-06-11.